# Tilhar
Tilhar är en ort i Indien.   Den ligger i distriktet Shāhjahānpur och delstaten Uttar Pradesh, i den norra delen av landet, 260 km öster om huvudstaden New Delhi. Tilhar ligger 161 meter över havet och antalet invånare är 57 043.
Terrängen runt Tilhar är mycket platt. Runt Tilhar är det tätbefolkat, med 591 invånare per kvadratkilometer. Närmaste större samhälle är Shahjahanpur, 19,0 km sydost om Tilhar. Trakten runt Tilhar består till största delen av jordbruksmark.